# Estação Aliados
Aliados é uma estação operada pelo Metro do Porto, situada na Avenida dos Aliados, no Porto.